# Sekret (film 2005)
Sekret (dewanagari: पहेली Paheli, tzn. "Zagadka") – indyjski film fantasy z 2005, w reżyserii Amola Palekara. Scenariusz filmu powstał na podstawie powieści Vijayadana Dethy "Duvidha".

## Obsada
- Rani Mukerji – Lachchi
- Shahrukh Khan – Kishan/duch
- Sunil Shetty - Sunderlal
- Juhi Chawla – Gajrobai
- Amitabh Bachchan – Pastuch
- Anupam Kher – Bhanwarlal
- Juhi Chawla - Gajrobai

## Fabuła
Sekret to baśniowa opowieść o pięknej Lachchi (Rani Mukerji), która zostaje poślubiona kupcowi Kishanowi (Shahrukh Khan) marzącemu tylko o tym by powiększyć swój majątek. Gdy orszak weselny zmęczony podróżą zatrzymuje się obok zbiornika z wodą, duch zamieszkujący to miejsce zostaje oczarowany urodą Lachchi. Kiedy goście odjeżdżają zastanawia się co zrobić, by spotkać swą ukochaną raz jeszcze. Państwo młodzi dojeżdżają do domu męża. Młoda żona nie może doczekać się nocy poślubnej, jednak Kishan zajęty zliczaniem rachunków za wesele nie wypełnia swej powinności. Na domiar złego okazuje się, że wyjeżdża on na pięć lat zostawiając swoją małżonkę w obcym miejscu. Gdy trzy dni później wraca do domu, nikt nie podejrzewa, że to nie ten sam Kishan, który był z nimi przez te wszystkie lata. Wyjawia on swoją tajemnicę tylko Lachchi, która musi dokonać wyboru – albo spędzi pięć samotnych lat, albo będzie je dzieliła z duchem, który z miłości do niej przybrał postać jej męża. Lachchi postanawia wybrać drugą opcję, jednak nie zastanawia się co stanie się za pięć lat, gdy prawowity małżonek wróci.